# ويليام ريتشاردز (سياسي)
ويليام ريتشاردز هو سياسي كندي، ولد في 15 مايو 1819.